# 신동 (익산시)
신동(新洞)은 대한민국의 전북특별자치도 익산시에 설치된 동이다.

## 개요
신동은 새말이라고 하는데 동네가 없는데 하나 둘씩 모여 살게 되면서 마을이 새롭게 형성되었기 때문에 붙여진 이름입니다. 신동은 북쪽으로 황등면, 삼성동, 동쪽으로 영등동, 남쪽으로 남중동, 서쪽으로는 오산면에 연접해 있으며 행정구역은 4개 법정동(신동,신용,만석,현영)과 47개통 172반으로 구성되어 있으며 18,079명이 거주하고 있는 도.농복합지역이다. 원불교 익산성지와 총부가 있으며 국자 중요무형문화재 제83-나호인 "이리향제줄풍류보존 회관이 동사무소 3층에 마련되어 우리 전통의 맥을 이어가고 있다.

## 역사
- 신라시대에는 옥야현, 고려시대 초에는 전주, 충혜왕 때에는 익주에 속하였고 조선시대에는 익산군에 속했다.
- 1912년 북일면의 일부로서 신리,소영등리,신성리,영등리로 구성
- 1914년 행정구역 개편으로 소영등리,송내리,신리,모인리 일부를 합하여 그중심 이름을 따서 신리라 함
- 1974년 7월 1일 : 익산군 북일면에서 이리시로 편입
- 1990년 1월 1일 : 북일동에서 신동으로 분동
- 1998년 10월 9일 : 계문동을 신동으로 통합 행정동(4개 법정동)으로 운영

## 행정 구역
- 신동
- 만석동
- 현영동
- 신용동

## 교육
- 원광대학교
- 원광보건대학교
- 이리계문초등학교 (신용동)
- 이리북일초등학교 (신동)
- 이리북중학교 (신동)
- 남성고등학교 (신동)